# Grenze zwischen Bulgarien und Serbien

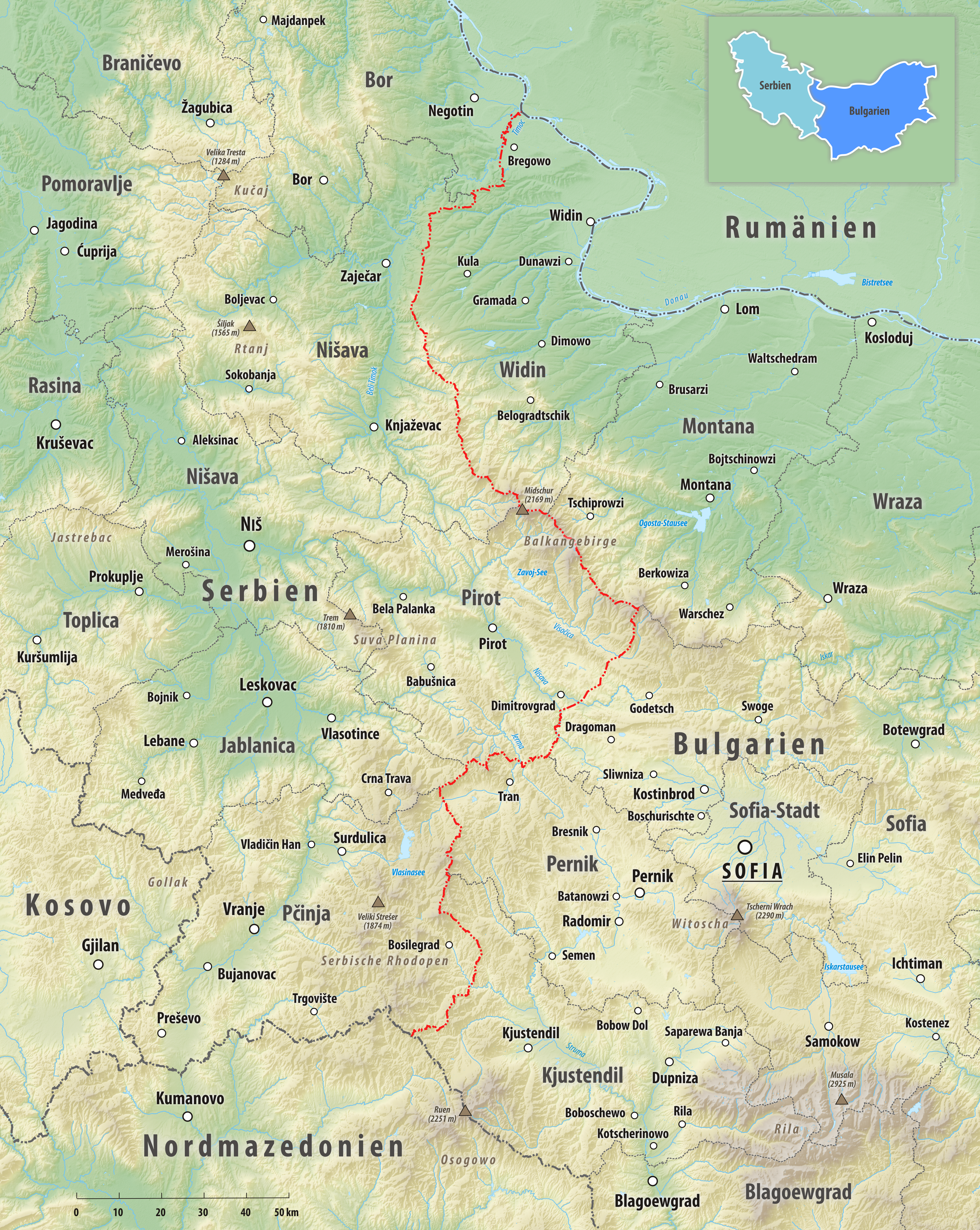
Grenzverlauf zwischen Bulgarien und Serbien

Die Grenze zwischen Bulgarien und Serbien trennt diese beiden Staaten. Sie ist seit dem Beitritt Bulgariens zur Europäischen Union zugleich Außengrenze der EU sowie des Schengen-Raums.

## Verlauf
Im Norden nimmt die Grenze am Dreiländereck mit Rumänien in der Donau an der Einmündung des Timok ihren Anfang. Der Unterlauf des Timok bildet von dem bulgarischen Bregowo (bgS|Брегово) an die Grenze zwischen Bulgarien und Serbien. Die Grenze, die teilweise durch Wohngebiet der bulgarischen Minderheit in Serbien führt, setzt sich weiter südlich im Osten des Timok fort, verläuft durch den Westbalkan mit der Stara Planina und knickt bei Delejna nach Westen ab, schwenkt südlich des serbischen Crnomasinica nach Süden um und führt dann wieder nach Westen. Östlich der serbischen Zaječar (kyrillisch Зајечар) verläuft sie annähernd in Nord-Süd-Richtung und setzt sich dann nach Südosten fort. Auf der Srebrna Glava (1933 m) ändert sie ihre Richtung nach Südwesten. Östlich des serbischen Dimitrovgrad (kyrillisch Димитровград) werden die serbische Autobahn Autoput A4, die bisher an der Grenze endet (Teil der Europastraße 80; Grenzübergang nach Dragoman, kyrillisch Драгоман), und die Bahnstrecke Belgrad – Sofia – Istanbul gequert. Weiter nach Süden folgt sie dem Flüsschen Grabensko (Grabenska reka), von dem sie sich südlich des bulgarischen Dolna Neblja wieder löst und zunächst nach Südsüdwesten und später nach Westsüdwesten entlang dem Fluss Tran und der bulgarischen Gemeinde Tran weiter verläuft. Nördlich des serbischen Strezimirovci (mit Straßengrenzübergang) schwenkt die Grenze wieder auf einen nord-südlichen Verlauf und quert südlich des Grenzübergangs den Fluss Jerma. Sie führt im Osten am serbischen Bosilegrad (kyrillisch Босилеград) vorbei und erreicht rund 30 km südlich dieser Stadt das Dreiländereck mit Nordmazedonien.
Die Länge der Grenze wird mit 318 km angegeben.

## Gemeinden an der Staatsgrenze (von Nord nach Süd)

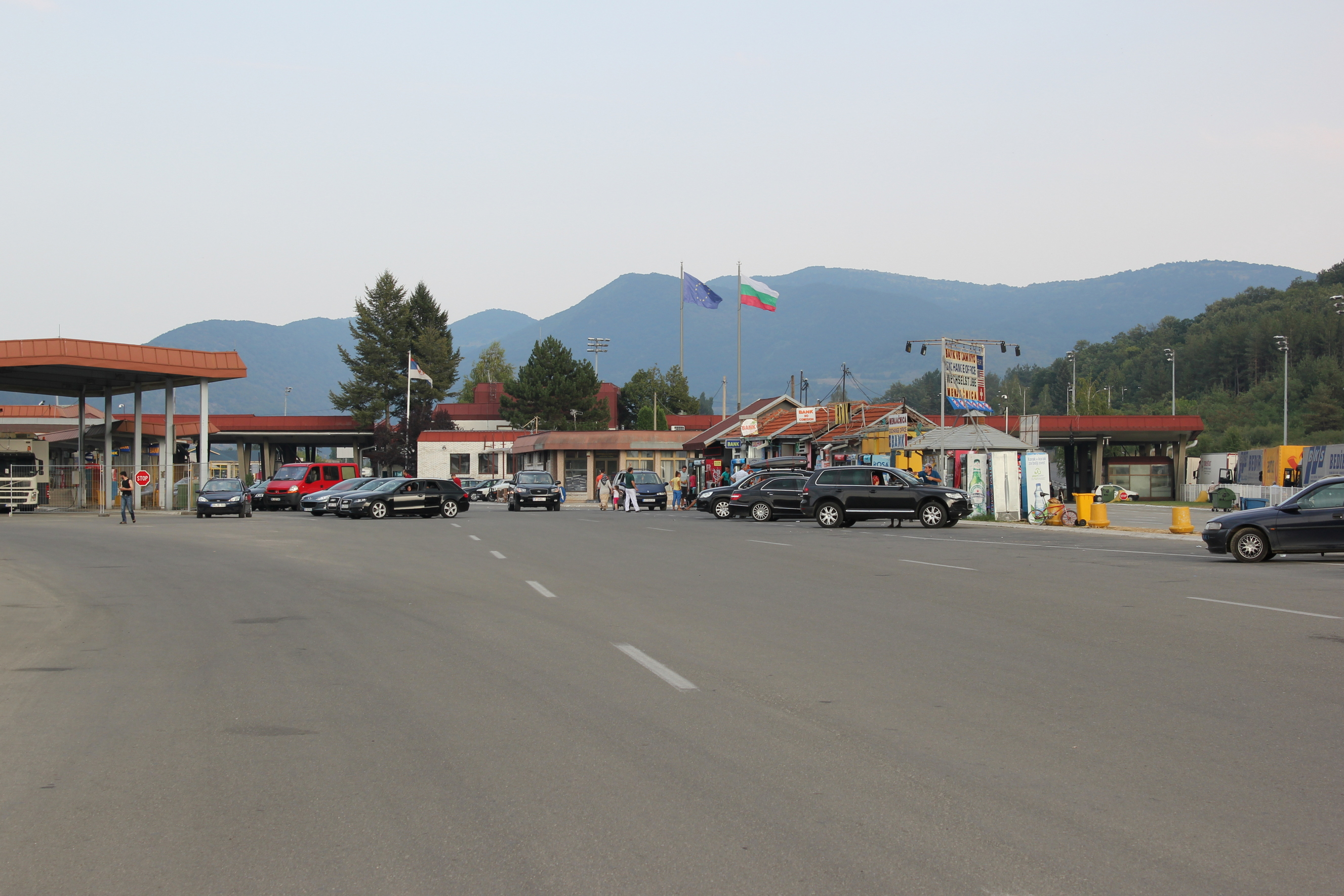
Grenzübergang Dragoman-Dimitrovgrad

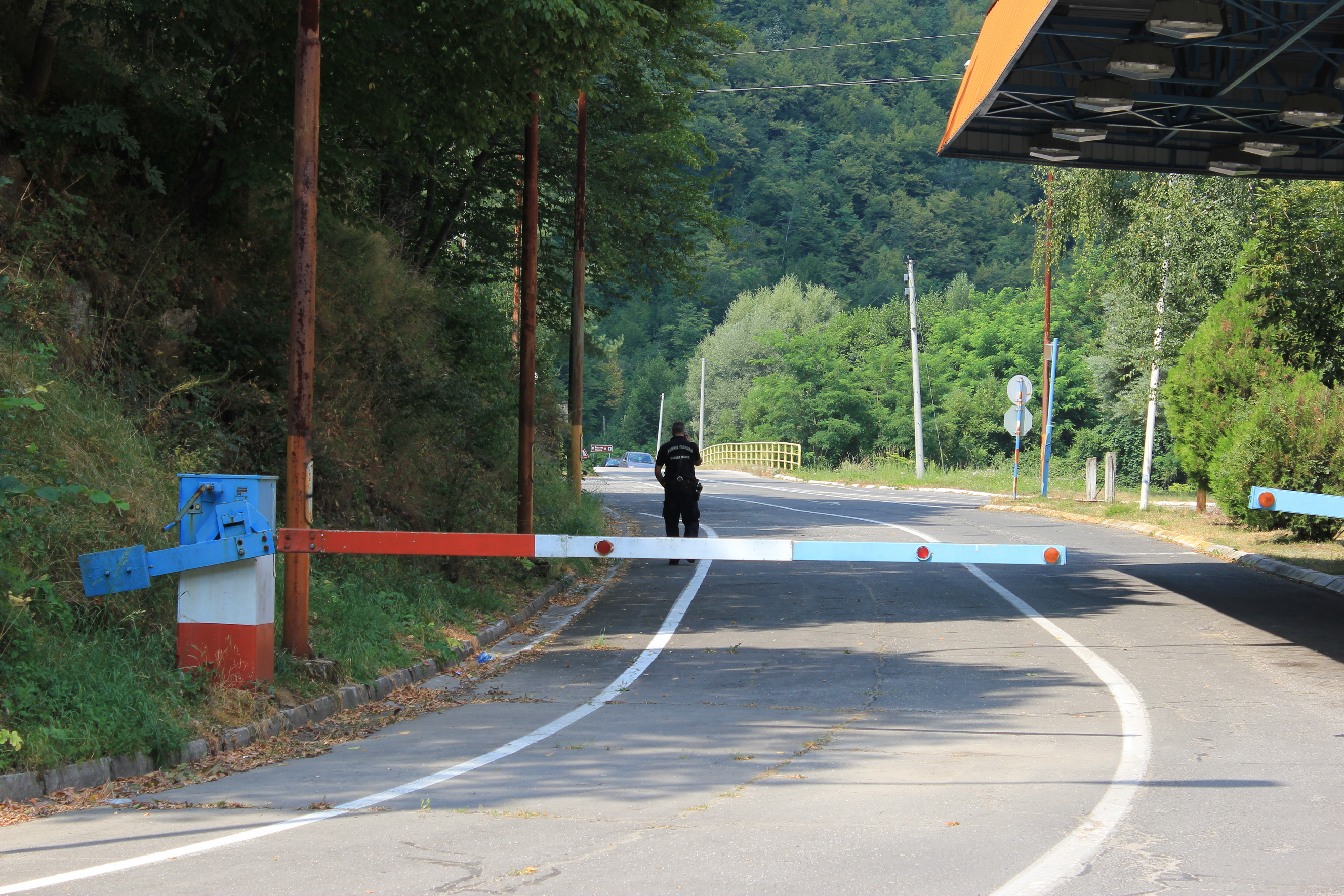
Grenzübergang bei Bosilegrad

| SERBIEN        | SERBIEN      | SERBIEN                   |                  | BULGARIEN  | BULGARIEN     | BULGARIEN |
| Okrug Bezirk   | Gemeinde     | Grenz- übertritt          | Grenz- übertritt | Gemeinde   | Oblast Bezirk |           |
| -------------- | ------------ | ------------------------- | ---------------- | ---------- | ------------- | --------- |
| Rumänien       |              |                           |                  |            |               |           |
| Bor            | Negotin      |                           | T i m o k        |            | Bregowo       | Widin     |
| Bor            | Negotin      |                           |                  |            | Bregowo       | Widin     |
| Bor            | Negotin      | Boynitsa                  |                  |            |               | Widin     |
| Zaječar        | Zaječar      |                           |                  |            |               | Widin     |
| Zaječar        | Zaječar      | Kula                      |                  |            |               | Widin     |
| Zaječar        | Zaječar      | B a l k a n g e b i r g e |                  | Makresh    |               | Widin     |
| Zaječar        | Knjaževac    | B a l k a n g e b i r g e |                  | Makresh    |               | Widin     |
| Zaječar        | Belogradchik | B a l k a n g e b i r g e |                  |            |               | Widin     |
| Zaječar        | Chuprene     | B a l k a n g e b i r g e |                  |            |               | Widin     |
| Pirot          | Pirot        | B a l k a n g e b i r g e |                  |            |               | Widin     |
| Pirot          | Pirot        | B a l k a n g e b i r g e |                  | Chiprovtsi | Montana       |           |
| Pirot          | Pirot        | B a l k a n g e b i r g e | Georgi Damyanovo |            | Montana       |           |
| Pirot          | Dimitrovgrad | B a l k a n g e b i r g e |                  |            | Montana       |           |
| Pirot          |              | B a l k a n g e b i r g e | Godetsch         | Sofia      |               |           |
| Pirot          | Dragoman     | B a l k a n g e b i r g e |                  | Sofia      |               |           |
| Pirot          |              | B a l k a n g e b i r g e | Tran             | Pernik     |               |           |
| Pirot          | Babušnica    | B a l k a n g e b i r g e | Tran             | Pernik     |               |           |
| Jablanica      | Crna Trava   | B a l k a n g e b i r g e | Tran             | Pernik     |               |           |
| Pčinja         | Surdulica    | B a l k a n g e b i r g e | Tran             | Pernik     |               |           |
| Pčinja         | Surdulica    | B a l k a n g e b i r g e |                  | Treklyano  | Kjustendil    |           |
| Pčinja         | Bosilegrad   | B a l k a n g e b i r g e |                  | Treklyano  | Kjustendil    |           |
| Pčinja         | Kjustendil   | B a l k a n g e b i r g e |                  |            | Kjustendil    |           |
| Nordmazedonien |              |                           |                  |            |               |           |

## Geschichte

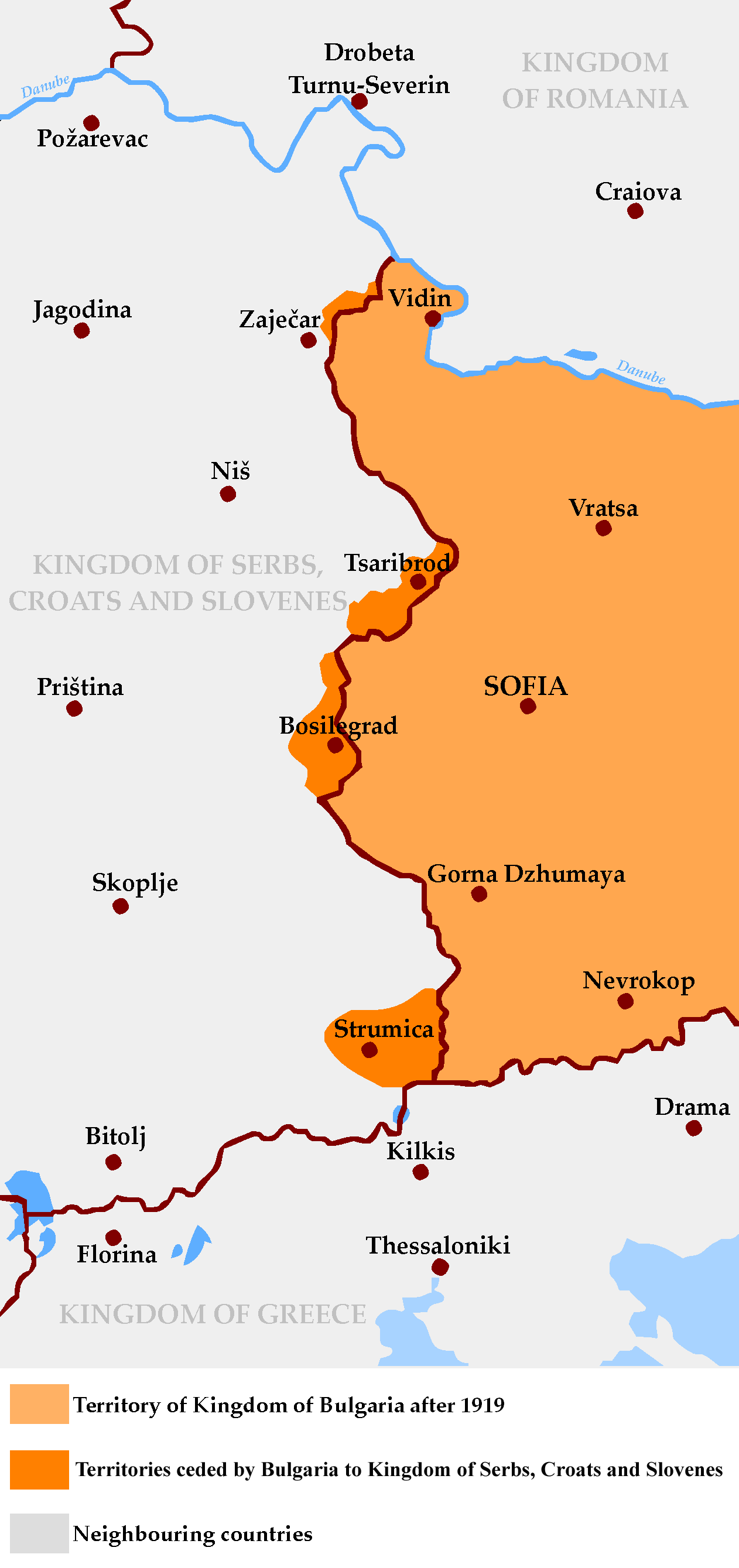
Ehemalige bulgarische Westgebiete

Der Verlauf der Grenze geht ursprünglich auf den Berliner Kongress 1878 zurück. Eine Grenzkorrektur zugunsten Serbiens erfolgte durch den Vertrag von Neuilly-sur-Seine nach Beendigung des Ersten Weltkriegs. Dadurch kamen u. a. Dimitrovgrad (damals noch Caribrod) und Bosilegrad an Serbien. Von 1941 bis 1945 standen diese Gebiete vorübergehend wieder unter bulgarischer Verwaltung (vgl. Pariser Friedenskonferenz 1946).